# Esfandiar Baharmast
Esfandiar Baharmast dit Esse Baharmast, né le 11 mars 1954, est un ancien arbitre américain de football, qui fut arbitre international de 1993 à 1998. Il est connu pour avoir accordé le penalty aux Norvégiens contre le Brésil lors de la coupe du monde 1998, qui a fait l'objet d'un débat pendant plusieurs jours avant qu'un ralenti ne lui donne raison en mettant en évidence un tirage de maillot,.

## Carrière
Il a officié dans les compétitions majeures suivantes : 
- MLS Cup 1996 (finale)
- Gold Cup 1996 (2 matchs)
- JO 1996 (3 matchs)
- Copa América 1997 (1 match)
- Gold Cup 1998 (2 matchs)
- Coupe du monde de football de 1998 (2 matchs)